# Scottish Professional Championship 1983
Die Scottish Professional Championship 1983 war ein professionelles Snookerturnier ohne Einfluss auf die Snookerweltrangliste (Non-ranking-Turnier), das vom 26. bis zum 28. August im Rahmen der Saison 1983/84 in den Räumlichkeiten der University of Glasgow im schottischen Glasgow zur Ermittlung des schottischen Profimeisters ausgetragen wurde. Titelverteidiger Eddie Sinclair verlor im Finale gegen Murdo MacLeod. Dieser spielte mit einem 106er-Break auch das einzige Century Break und damit das höchste Break des Turnieres.

## Preisgeld
Obgleich das Turnier keinen Sponsor hatte, konnten insgesamt 4.900 Pfund Sterling an Preisgeldern ausgeschüttet. Etwas mehr als ein Drittel ging an den Sieger.
|                 | Preisgeld |
| --------------- | --------- |
| Sieger          | 2.000 £   |
| Finalist        | 1.000 £   |
| Halbfinalist    | 500 £     |
| Viertelfinalist | 300 £     |
| Insgesamt       | 4.900 £   |

## Turnierverlauf
Da die beiden nicht mehr aktiven, aber formal noch gelisteten Profispieler Chris Ross und John Phillips nicht teilnahmen, konnte mit den übrigen sieben Teilnehmern direkt im Viertelfinale begonnen werden. Titelverteidiger Eddie Sinclair war aber direkt für das Halbfinale gesetzt. Generell im K.-o.-System ausgetragen, fanden Viertel- und Halbfinale im Modus Best of 11 Frames und das Finale im Modus Best of 21 Frames statt.

|  | Viertelfinale Best of 11 Frames | Viertelfinale Best of 11 Frames |                |   | Halbfinale Best of 11 Frames | Halbfinale Best of 11 Frames |  |  | Finale Best of 21 Frames | Finale Best of 21 Frames |
|  |                                 |                                 |                |   |                              |                              |  |  |                          |                          |
|  | Eddie Sinclair                  | kl.                             |                |   |                              |                              |  |  |                          |                          |
|  | Freilos                         | –                               |                |   |                              |                              |  |  |                          |                          |
|  | Freilos                         | –                               | Eddie Sinclair | 6 |                              |                              |  |  |                          |                          |
|  |                                 |                                 | Eddie Sinclair | 6 |                              |                              |  |  |                          |                          |
|  |                                 | Jim Donnelly                    | 5              |   |                              |                              |  |  |                          |                          |
|  | Jim Donnelly                    | Jim Donnelly                    | 5              | 6 |                              |                              |  |  |                          |                          |
|  | Jim Donnelly                    |                                 |                | 6 |                              |                              |  |  |                          |                          |
|  | Bert Demarco                    | 4                               |                |   |                              |                              |  |  |                          |                          |
|  |                                 |                                 | Eddie Sinclair | 9 |                              |                              |  |  |                          |                          |
|  |                                 | Murdo MacLeod                   | 11             |   |                              |                              |  |  |                          |                          |
|  | Murdo MacLeod                   | 6                               |                |   |                              |                              |  |  |                          |                          |
|  | Matt Gibson                     | 5                               |                |   |                              |                              |  |  |                          |                          |
|  | Matt Gibson                     | 5                               | Murdo MacLeod  | 6 |                              |                              |  |  |                          |                          |
|  |                                 |                                 | Murdo MacLeod  | 6 |                              |                              |  |  |                          |                          |
|  |                                 | Ian Black                       | 2              |   |                              |                              |  |  |                          |                          |
|  | Ian Black                       | Ian Black                       | 2              | 6 |                              |                              |  |  |                          |                          |
|  | Ian Black                       |                                 |                | 6 |                              |                              |  |  |                          |                          |
|  | Eddie McLaughlin                | 4                               |                |   |                              |                              |  |  |                          |                          |

### Finale
Titelverteidiger Eddie Sinclair musste sich dank einem Freilos um den Halbfinaleinzug gar nicht mehr bemühen, während der laut Weltrangliste zweitbeste Schotte Murdo MacLeod mit einem 6:5-Sieg über Matt Gibson nur knapp seinen Halbfinalplatz buchte. Dafür hatte MacLeod im Halbfinale gegen Ex-Sieger Ian Black deutlich leichteres Spiel, während Sinclair gegen Jim Donnelly zu kämpfen hatte und ebenfalls erst mit 6:5 siegte. Das Finale war ebenfalls eine knappe Angelegenheit. Zunächst ging MacLeod mit 0:2 in Führung, doch Sinclair drehte das Spiel und ging selbst mit 6:2 und 8:4 in Führung. Doch nun wurde das Spiel erneut gedreht und MacLeod holte sich seine Führung mit dem 8:9 zurück. Zwar konnte Sinclair noch einmal zum 9:9 ausgleichen, doch die nächsten beiden Frames gingen wieder an MacLeod, der mit dem Endstand von 9:11 seinen ersten Titel bei er Scottish Professional Championship gewann.
| Finale: Best of 21 Frames University of Glasgow, Glasgow, Schottland, 28. August 1983                                                           |                |               |
| Eddie Sinclair | 9:11           | Murdo MacLeod |
| 58:59, 44:58, 125:8, 88:10, 56:55, 66:50, 77:39 (64), 55:44, 55:68, 33:76, 53:44, 65:60, 48:59, 46:71, 44:74, 32:85, 20:90, 73:11, 48:58, 33:63 |                |               |
| – | Höchstes Break | 64            |
| – | Century-Breaks | –             |
| – | 50+-Breaks     | 1             |